# Narām-Sîn-Stele

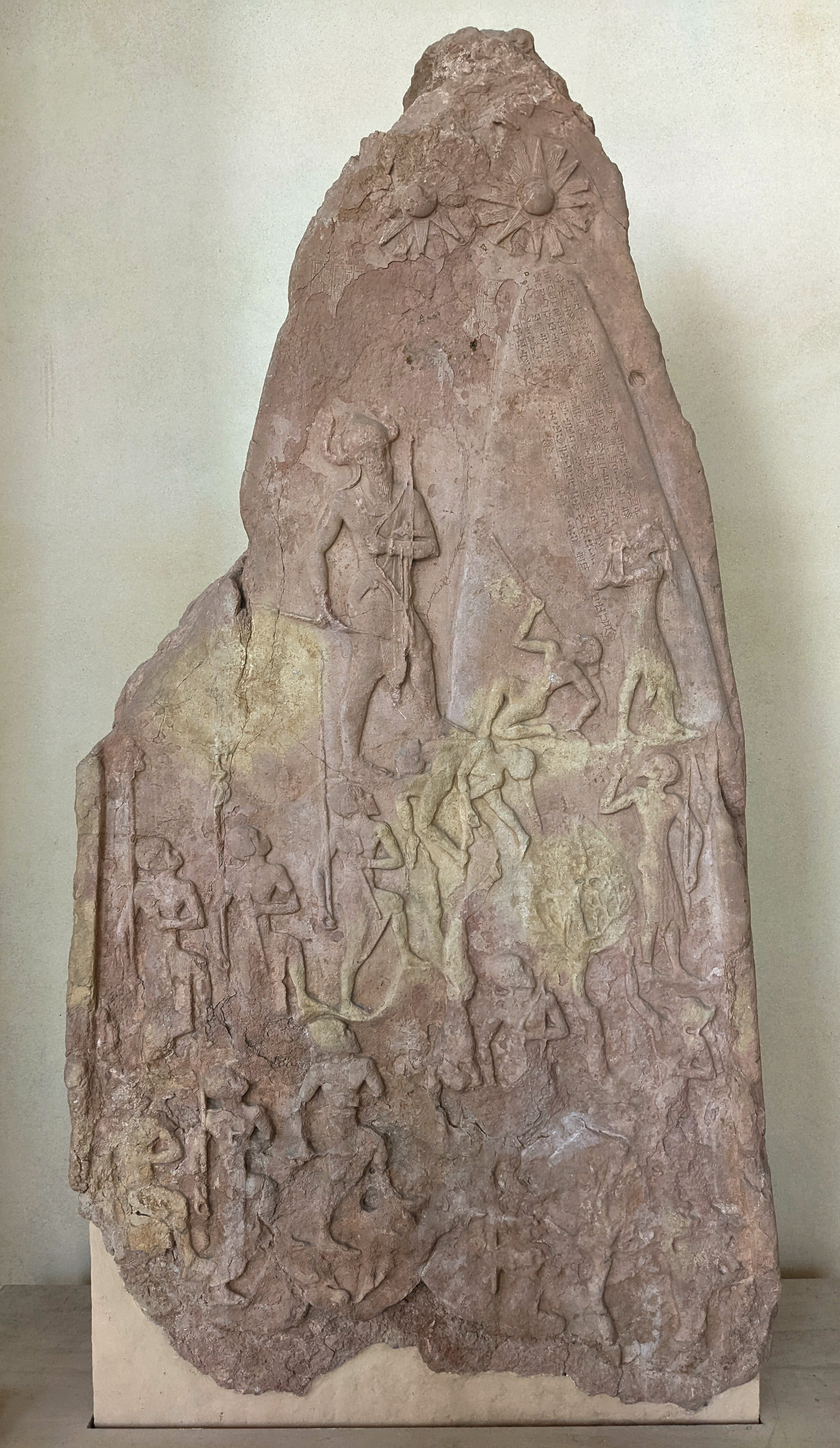
Gesamtansicht der Stele mit Inschrift rechts oben

Die Narām-Sîn-Stele (auch Naramsin-Stele) ist eine Siegesstele des akkadischen Königs Narām-Sîn. Sie gehört zu den bekanntesten Werken der altorientalischen Kunst und befindet sich heute im Besitz des Louvre in Paris (Inventarnummer: Sb 4).

## Geschichte
Die Stele war ursprünglich in Sippar, der Stadt des Sonnengottes Šamaš, aufgestellt. Etwa 1000 Jahre später wurde sie von Šutruk-Naḫḫunte II., der Sippar plünderte, als Kriegsbeute nach Susa verschleppt. Dabei wurde eine weitere Inschrift in elamischer Sprache beigefügt und die Stele dem Gott Inšušinak geweiht. In Susa wurde sie 1898, kurz vor Entdeckung der Codex-Hammurapi-Stele, bei Ausgrabungen unter der Leitung von Jacques de Morgan gefunden.

## Beschreibung
Die zwei Meter hohe Stele aus rotem Sandstein ist zwischen 2260 und 2223 v. Chr. entstanden. Dabei wurde eine heute nur noch fragmentarisch erhaltene Inschrift in akkadischer Sprache angebracht, die einen Sieg Narām-Sîns über das Bergvolk der Lulubi verherrlicht.
In kunsthistorischer Hinsicht sind bei dieser Stele einige Neuerungen nachvollziehbar. Anders als in älteren Stelen, etwa der Geierstele, wird das dargestellte Geschehen in dynamischer Abfolge und nicht in durch Stege getrennten Registern gezeigt. Hierbei wird erstmals auch die Landschaft des Geschehens miteinbezogen. Neu ist insbesondere auch die Art der Darstellung des Königs.
So ist auf der Stele Narām-Sîn übergroß zu sehen, wobei er eine Hörnerkrone trägt und sich damit selbst vergöttlicht. Auffällig ist dabei, dass die Hörnerkrone mit den abstehenden Hörner eher an syrische Darstellungen erinnert als an die in Südmesopotamien üblichen Darstellungen mit zahlreichen anliegenden Hörnerpaaren. Er steht auf zwei toten Feinden. Ein weiterer stürzt daneben einen Abgrund hinab; ein anderer sinkt von einem Pfeil getroffen zu Boden. Vor Narām-Sîn befindet sich die Darstellung eines Berges, auf welcher die Inschrift angebracht ist. Darüber befinden sich astrale Symbole seiner Schutzgötter. Die akkadische Armee ist hier mit Äxten, Wurfspeeren sowie Pfeil und Bogen bewaffnet. Sie wird von zwei Standartenträgern angeführt, die eine Art von Feldzeichen tragen. Die Kleidung der Feinde erinnern auch an die späteren Darstellungen medischer Krieger in neuassyrischen Darstellungen.